# ニンサル
ニンサル (Ninsar) は、シュメール神話における植物の女神である。エンキとニンフルサグの娘であり、後に自分の父エンキと性交してニンクルラを産んだ。ニンサルという名前には「青野菜の貴婦人」という意味がある。